# Tosque
Cet article concerne la langue tosque. Pour le peuple tosque, voir Tosques.
Ne doit pas être confondu avec toscan.

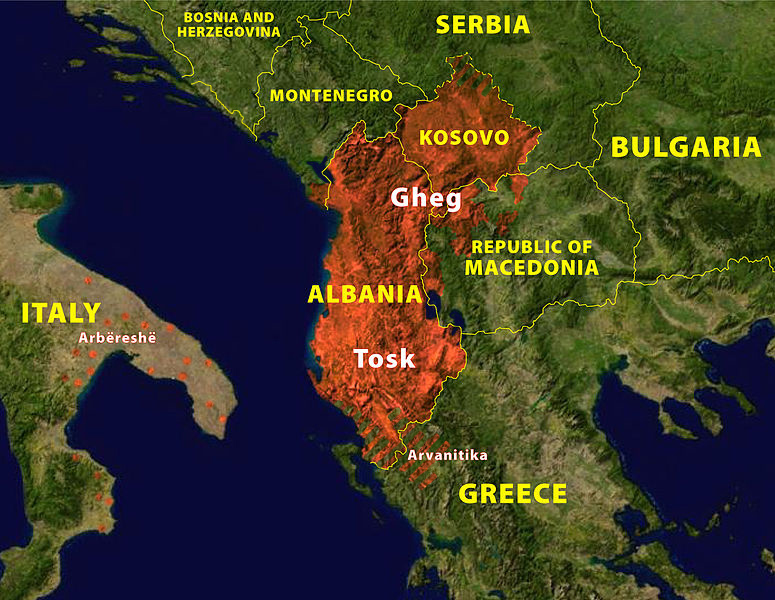
Répartition traditionnelle de l'Albanais, avec le Guègue et le Tosque.

Le tosque,  en albanais toskërishte (« tosque »,  forme définie toskërishtja, « le tosque »), est un dialecte de l'albanais,  parlé par quelque 4 millions de personnes dans le sud de l'Albanie, en Épire (Çamëria en albanais) et en Macédoine méridionale ; le dialecte des Arberèches, Albanais émigrés en Italie méridionale face à l'invasion ottomane au XVe siècle et qui parlent encore la langue, est lui aussi une variante du tosque.
Il y a des zones intermédiaires, mais on estime que la division entre le guègue, parler du nord, et le tosque, variante méridionale de l'albanais, est marquée par la rivière Shkumbin à mi-chemin entre le nord guègue et le sud tosque.

## Caractères linguistiques
Le tosque, outre les différences de vocabulaire, se distingue entre autres du guègue par l'absence de voyelles nasales et par le fameux rhotacisme, qui a modifié au XIIIe siècle les dialectes tosques, en l'espèce la transformation du « n » en « r » qui, par exemple, à partir du latin « Valona » donne Vlora ou à partir du latin arena (« sable ») donne rërë en tosque,  contre ranë en guègue.

## Emploi
Comme beaucoup de peuples avant l'établissement d'un État qui leur soit propre, les Albanais écrivaient auparavant dans les différents dialectes même s'ils pouvaient en privilégier un pour des raisons politiques. C'est ainsi que deux des plus importants poètes albanais, Aleksander Stavre Drenova, originaire de Korça et auteur de Hymni i Flamurit, l'hymne national albanais, ainsi que Lasgush Poradeci, écrivaient en tosque.

## Albanais littéraire unifié
La langue officielle albanaise a été codifiée au XXe siècle à partir des dialectes tosques et de celui d'Elbasan.
On est donc contraint d'associer aux usages du tosque l'emploi de celui de l'albanais littéraire unifié, ou letrare (pour gjuhë letrare, « langue littéraire », forme définie gjuha letrare, « la langue littéraire »).  
La politique s'en est très fortement mêlée : après 1944, le dictateur communiste Enver Hoxha, lui-même tosque, a tout fait pour imposer la letrare en Albanie : préférence pour sa propre langue, conviction centralisatrice ou encore parce que les catholiques parlent généralement guègue et que l'Église catholique publiait dans ce dialecte ? 
Entre-temps, au Kosovo sous domination yougoslave,  les Albanais qui parlent guègue se sont mis à enseigner et publier en letrare pour marquer l'unité de la nation albanaise en dépit des frontières. 
La libéralisation des terres albanaises du nord a cependant été marquée par un renouveau des publications en guègue.